# AC/DC's diskografi
Dette er diskografien for det australske hård rock-band AC/DC. Siden 1974 har AC/DC udgivet 19 studiealbums (hvoraf 4 kun er udgivet i Australien) og 4 live-albums. De har desuden udgivet flere samlinger fa koncertoptagelser og musikvideoer. Selvom mange singler er blevet udgivet, nægter bandet at lave nogen form for greatest hits-album; Who Made Who og nogle af live-albummerne er det nærmeste man kommer på AC/DC-opsamlingsalbummer.
I deres 36 år lange karriere har AC/DC solgt mere end 200 millioner albummer på verdensplan. Back in Black er, med 45 millioner solgte albums, bandets mest solgte. Dette tal overgås kun af Michael Jacksons Thriller.

## Albummer
Følgende er internationale udgivelser medmindre andet er angivet.

### Studiealbummer
| Årstal                                                                                              | Albumdetaljer                                                                         | Højeste hitlisteplacering | Højeste hitlisteplacering | Højeste hitlisteplacering | Højeste hitlisteplacering | Højeste hitlisteplacering | Højeste hitlisteplacering | Højeste hitlisteplacering | Højeste hitlisteplacering | Højeste hitlisteplacering | Højeste hitlisteplacering | Certifikationer | Certifikationer | Certifikationer | Certifikationer |
| Årstal                                                                                              | Albumdetaljer                                                                         | AUS                       | A                         | CDN                       | D                         | N                         | NZ                        | S                         | CH                        | GB                        | USA                       | USA             | CDN             | GB              | AUS             |
| --------------------------------------------------------------------------------------------------- | ------------------------------------------------------------------------------------- | ------------------------- | ------------------------- | ------------------------- | ------------------------- | ------------------------- | ------------------------- | ------------------------- | ------------------------- | ------------------------- | ------------------------- | --------------- | --------------- | --------------- | --------------- |
| 1975                                                                                                | High Voltage (Aus.) - Udgivet: 17. februar 1975 - Pladeselskab: Albert Productions    | 7                         | —                         | —                         | —                         | —                         | —                         | —                         | —                         | —                         | —                         |                 |                 |                 |                 |
| 1976                                                                                                | T.N.T. (Aus.) - Udgivet: December 1975 - Pladeselskab: Albert Productions             | 2                         | —                         | —                         | —                         | —                         | —                         | —                         | —                         | —                         | —                         |                 |                 |                 |                 |
| High Voltage - Udgivet: 14. maj 1976 - Pladeselskab: Atlantic Records                               | —                                                                                     | —                         | —                         | —                         | —                         | —                         | —                         | —                         | —                         | 146                       | 3× Platin                 |                 | Sølv            |                 |                 |
| Dirty Deeds Done Dirt Cheap (Aus.) - Udgivet: 20. september 1976 - Pladeselskab: Albert Productions | 4                                                                                     | —                         | —                         | —                         | —                         | —                         | —                         | —                         | —                         | —                         |                           |                 |                 |                 |                 |
| Dirty Deeds Done Dirt Cheap - Udgivet: 17. december 1976 - Pladeselskab: Atlantic Records           | —                                                                                     | —                         | —                         | —                         | —                         | —                         | 50                        | —                         | —                         | 3                         | 6x Platin                 |                 | Sølv            |                 |                 |
| 1977                                                                                                | Let There Be Rock (Aus.) - Udgivet: 21. marts 1977 - Pladeselskab: Albert Productions | 19                        | —                         | —                         | —                         | —                         | —                         | —                         | —                         | —                         | —                         |                 |                 |                 |                 |
| Let There Be Rock - Udgivet: 23. juni 1977 - Pladeselskab: Atlantic Records                         | —                                                                                     | —                         | —                         | —                         | —                         | —                         | 29                        | —                         | 17                        | 154                       | 2× Platin                 |                 | Sølv            |                 |                 |
| 1978                                                                                                | Powerage - Udgivet: 25. maj 1978 - Pladeselskab: Atlantic Records                     | 22                        | —                         | —                         | —                         | —                         | —                         | 19                        | —                         | 26                        | 133                       | Platin          |                 | Sølv            |                 |
| 1979                                                                                                | Highway to Hell - Udgivet: 27. juli 1979 - Pladeselskab: Atlantic Records             | 13                        | —                         | 40                        | —                         | 37                        | —                         | 24                        | 57                        | 8                         | 17                        | 7× Platin       | 2× Platin       | Guld            |                 |
| 1980                                                                                                | Back in Black - Udgivet: 25. juli 1980 - Pladeselskab: Atlantic Records               | 1                         | 6                         | 1                         | —                         | 8                         | 1                         | 12                        | 36                        | 1                         | 4                         | 22× Platin      | 10× Platin      | 8x Platin       |                 |
| 1981                                                                                                | For Those About to Rock - Udgivet: 23. november 1981 - Pladeselskab: Atlantic Records | 3                         | 7                         | 4                         | —                         | 6                         | —                         | 9                         | —                         | 3                         | 1                         | 4× Platin       |                 | Guld            |                 |
| 1983                                                                                                | Flick of the Switch - Udgivet: 15. august 1983 - Pladeselskab: Atlantic Records       | 3                         | 9                         | 12                        | —                         | 4                         | —                         | 8                         | 28                        | 4                         | 15                        | Platin          |                 | Guld            |                 |
| 1985                                                                                                | Fly on the Wall - Udgivet: 28. juni 1985 - Pladeselskab: Atlantic Records             | 4                         | 24                        | 30                        | —                         | 17                        | —                         | 10                        | 19                        | 7                         | 32                        | Platin          |                 | Sølv            |                 |
| 1986                                                                                                | Who Made Who - Udgivet: 24. maj 1986 - Pladeselskab: Atlantic Records                 | 4                         | 28                        | 12                        | —                         | —                         | —                         | 21                        | 21                        | 11                        | 33                        | 5× Platin       |                 |                 |                 |
| 1988                                                                                                | Blow Up Your Video - Udgivet: 1. februar 1988 - Pladeselskab: Epic Records            | 2                         | 15                        | 14                        | —                         | 3                         | —                         | 4                         | 4                         | 2                         | 12                        | 2x Platin       |                 | Guld            |                 |
| 1990                                                                                                | The Razors Edge - Udgivet: 24. september 1990 - Pladeselskab: Atlantic Records        | 3                         | 11                        | 1                         | 55                        | 2                         | —                         | 5                         | 2                         | 4                         | 2                         | 5× Platin       | 5× Platin       | Guld            | 2x Platin       |
| 1995                                                                                                | Ballbreaker - Udgivet: 22. september 1995 - Pladeselskab: Elektra Records             | 1                         | 2                         | 4                         | 4                         | 4                         | 2                         | 1                         | 1                         | 6                         | 4                         | 2× Platin       |                 |                 |                 |
| 2000                                                                                                | Stiff Upper Lip - Udgivet: 25. februar 2000 - Pladeselskab: Elektra Entertainment     | 3                         | 1                         | 7                         | 1                         | 6                         | 12                        | 1                         | 2                         | 12                        | 7                         | Platin          | Platin          |                 | Platin          |
| 2008                                                                                                | Black Ice - Udgivet: 20 October 2008 - Pladeselskab: Columbia Records                 | 1                         | 1                         | 1                         | 1                         | 1                         | 1                         | 1                         | 1                         | 1                         | 1                         | 3× Platin       | 4× Platin       | Platinum        | 5× Platin       |
| 2010                                                                                                | ACDC: Iron Man 2 - Udgivet: 19 april 2010 - Pladeselskab: Columbia Records            | 2                         | 1                         | 1                         | 1                         | 4                         | 1                         | 1                         | 1                         | 1                         | 4                         |                 |                 | Guld            |                 |

### Ep'er
| Årstal | Albumdetaljer                                                          | Højeste hitlisteplacering | Højeste hitlisteplacering | Højeste hitlisteplacering | Højeste hitlisteplacering | Højeste hitlisteplacering | Højeste hitlisteplacering | Højeste hitlisteplacering | Højeste hitlisteplacering | Højeste hitlisteplacering | Højeste hitlisteplacering | Cetifikation | Cetifikation | Cetifikation | Cetifikation |
| Årstal | Albumdetaljer                                                          | AUS                       | A                         | CDN                       | D                         | N                         | NZ                        | S                         | CH                        | GB                        | USA                       | USA          | CDN          | GB           | AUS          |
| ------ | ---------------------------------------------------------------------- | ------------------------- | ------------------------- | ------------------------- | ------------------------- | ------------------------- | ------------------------- | ------------------------- | ------------------------- | ------------------------- | ------------------------- | ------------ | ------------ | ------------ | ------------ |
| 1984   | '74 Jailbreak - Udgivet: 15. oktober 1984 - Pladeselskab: ATCO Records | 3                         | 9                         | —                         | —                         | 4                         | —                         | 8                         | 28                        | 4                         | 15                        | Platin       |              |              |              |

### Live-albummer
| Årstal                                                                                      | Albumdetaljer                                                                                 | Højeste hitlisteplacering | Højeste hitlisteplacering | Højeste hitlisteplacering | Højeste hitlisteplacering | Højeste hitlisteplacering | Højeste hitlisteplacering | Højeste hitlisteplacering | Højeste hitlisteplacering | Højeste hitlisteplacering | Højeste hitlisteplacering | Certifikation | Certifikation | Certifikation | Certifikation |
| Årstal                                                                                      | Albumdetaljer                                                                                 | AUS                       | A                         | CDN                       | D                         | R                         | NZ                        | S                         | CH                        | GB                        | USA                       | USA           | CDN           | GB            | AUS           |
| ------------------------------------------------------------------------------------------- | --------------------------------------------------------------------------------------------- | ------------------------- | ------------------------- | ------------------------- | ------------------------- | ------------------------- | ------------------------- | ------------------------- | ------------------------- | ------------------------- | ------------------------- | ------------- | ------------- | ------------- | ------------- |
| 1978                                                                                        | If You Want Blood You've Got It - Udgivet: 13. oktober 1978 - Pladeselskab: Atlantic Records  | 37                        | —                         | —                         | —                         | —                         | —                         | —                         | —                         | 13                        | 113                       | Platin        |               | Guld          |               |
| 1992                                                                                        | Live - Udgivet: 27. oktober 1992 - Pladeselskab: Atco Records                                 | 1                         | 21                        | 21                        | 15                        | 10                        | 47                        | 25                        | 10                        | 5                         | 15                        | 3× Platin     | Platin        | Guld          |               |
| Live: 2 CD Collector's Edition - Udgivet: 27. oktober 1992 - pladeselskab: Atco Records     | 44                                                                                            | 7                         | 7                         | 5                         | —                         | —                         | 9                         | 5                         | —                         | 34                        | 2× Platin                 |               |               |               |               |
| 1997                                                                                        | Live from the Atlantic Studios - Udgivet: 14. november 1997 - Pladeselskab: East West Records | —                         | —                         | —                         | —                         | —                         | —                         | 60                        | —                         | —                         | 90                        |               |               |               |               |
| Let There Be Rock: The Movie - Udgivet: 14. november 1997 - Pladeselskab: East West Records | —                                                                                             | —                         | —                         | —                         | —                         | —                         | 60                        | —                         | —                         | 90                        |                           |               |               |               |               |

### Boks-sæt
| Årstal | Albumdetaljer                                                                                              | Indhold | Højeste hitlisteplacering | Højeste hitlisteplacering | Højeste hitlisteplacering | Højeste hitlisteplacering | Certifikationer |
| Årstal | Albumdetaljer                                                                                              | Indhold | AUS                       | FR                        | S                         | USA                       | Certifikationer |
| ------ | --- | --- | ------------------------- | ------------------------- | ------------------------- | ------------------------- | --------------- |
| 1997   | Bonfire - Udgivet: November 1997 - Pladeselskab: Albert Productions, Atlantic, EastWest, Epic - Format: CD | - Live from the Atlantic Studios - Let There Be Rock: The Movie - Volts - Back in Black                                                                                          | 21                        | 56                        | 60                        | 90                        | US: Platin      |
| 2009   | Backtracks - Udgivet: 10. novmeber 2010 - Pladeselskab: - Format: CD/DVD/Vinyl                             | - Disc 1: Studio Rarities (CD) - Disc 2: Live Rarities (CD) - Disc 3: Live Rarities (CD) - Family Jewels Disc 3 (DVD) - Live at the Circus Krone (DVD) - Studio Rarities (Vinyl) | 16                        | -                         | 60                        | 39                        |                 |

### Videoalbums
| Årstal | Titel | RIAA certifikation |
| ------ | --- | ------------------ |
| 1980   | AC/DC: Let There Be Rock                                                                                                |                    |
| 1985   | Fly on the Wall - Udgivet: Atco/Atlantic - Format: VHS                                                                  |                    |
| 1986   | Who Made Who - Pladeselskab: Atco/Atlantic - Format: VHS                                                                | Guld               |
| 1989   | AC/DC (Aus.) |                    |
| 1991   | Clipped - Pladeselskab: Atco/Atlantic - Format: VHS                                                                     |                    |
| 1992   | For Those About to Rock: Monsters in Moscow - Udgivet: 14. oktober 1992 - Pladeselskab: Warner Home Video - Format: VHS |                    |
| 1992   | Live at Donington - Udgivet: 26. oktober 1992 - Pladeselskab: Epic, Albert Productions - Format: DVD, LD, VHS           | 6× Multi-Platin    |
| 1996   | No Bull - Udgivet: 19. november 1996 - Pladeselskab: EastWest, Elektra/Asylum - Format: DVD, LD, VHS                    | Guld               |
| 2001   | Stiff Upper Lip Live - Udgivet: 4. december 2001 - Pladeselskab: Elektra/Asylum - Format: DVD, VHS                      | Guld               |
| 2003   | Live '77 - Udgivet: Januar 2003 (Kun i Japan) - Format: DVD                                                             |                    |
| 2005   | Family Jewels - Udgivet: 29. marts 2005 - Pladeselskab: Albert Productions/Epic Music Video/Sony BMG - Format: DVD      | 10× Multi-Platin   |
| 2007   | Plug Me In - Udgivet: 16. oktober 2007 - Pladeselskab: Columbia/Albert Productions - Format: DVD                        | 5× Multi-Platin    |
| 2008   | No Bull: The Director's Cut - Udgivet: 9. september 2008 - Pladeselskab: Columbia - Format: Blu-ray, DVD                |                    |